# St Keverne
St Keverne (Lannaghevran in lingua cornica) è un villaggio e parrocchia civile dell'Inghilterra, appartenente alla contea della Cornovaglia.